# Baccharis angustifolia
Baccharis angustifolia es una especie de planta perenne perteneciente a la familia de las asteráceas que se puede encontrar en Estados Unidos y México.

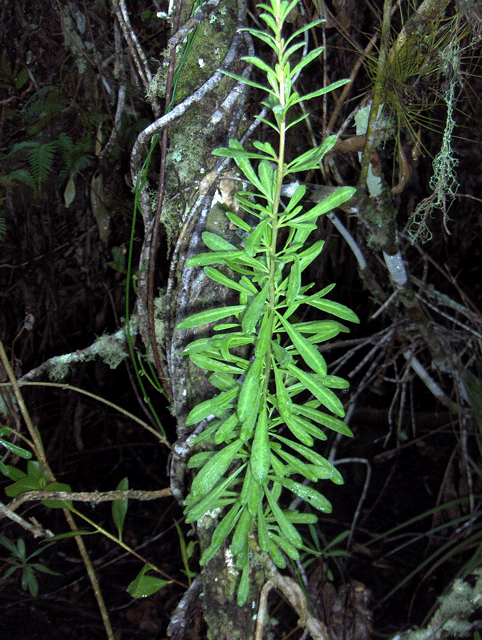
Detalle

## Descripción
Es una planta perenne con flores de color blanco que alcanza un tamaño de 130-150 mm de alto, y 51-76 mm de ancho. 

## Distribución
La planta se puede encontrar en estados como Alabama, Florida, Georgia, Louisiana, Misisipi y en ambas Carolinas.

## Taxonomía
Baccharis angustifolia fue descrita por André Michaux y publicado en Flora Boreali-Americana 2: 125. 1803.
Etimología
Baccharis: nombre genérico que proviene del griego Bakkaris dado en honor de Baco, dios del vino, para una planta con una raíz fragante y reciclado por Linnaeus.
angustifolia: epíteto latino que significa "con hojas estrechas".